# ジェイク・ポッレードリ
ジェイク・ポッレードリ（Jake Polledri、1995年11月8日 - ）は、プレミアシップグロスターに所属するラグビーユニオン選手。

## プロフィール
- イングランド・ブリストル出身。
- ポジションはフランカー(FL)、ナンバーエイト(No.8)。
- 身長 188cm、体重 106kg
- U20イタリア代表に選ばれたことがある[1]。
- イタリア代表キャップは19（2020年12月現在）でラグビーワールドカップ2019のイタリア代表に選ばれた[2]。

## 略歴
2017年、グロスターに加入。